# Willem de Vos (microbiologo)
Willem M. de Vos (Apeldoorn, 30 ottobre 1954) è un microbiologo olandese.

## Biografia
Studiò per il suo dottorato di ricerca presso l'Università di Groningen. È famoso per aver vinto la Spinozapremie nel 2008. De Vos è attualmente professore dell'Accademia di Finlandia.
Dal 2009 De Vos è membro della Royal Netherlands Academy of Arts and Sciences.